# Jaromír Hanačík
Jaromír Hanačík (* 2. února 1949, Zlín) je bývalý český hokejový obránce.

## Hokejová kariéra
V československé lize hrál za TJ Gottwaldov a Dukla Jihlava. Odehrál 8 ligových sezón. S reprezentací Československa získal zlatou medaili za 1. místo na Mistrovství Evropy juniorů v ledním hokeji 1968. Po skončení ligové kariéry hrál v nižší soutěži v týmu TŽ Třinec.

## Klubové statistiky
| Sezona    | Klub          | Soutěž  | Základní část | Základní část | Základní část | Základní část | Základní část |
| Sezona    | Klub          | Soutěž  | Z             | G             | A             | B             | TM            |
| --------- | ------------- | ------- | ------------- | ------------- | ------------- | ------------- | ------------- |
| 1967/1968 | TJ Gottwaldov | 1. liga | 8             | 0             | 0             | 0             | -             |
| 1968/1969 | TJ Gottwaldov | 1. liga | 30            | 0             | 0             | 0             | -             |
| 1969/1970 | Dukla Jihlava | 1. liga | -             | -             | -             | -             | -             |
| 1971/1972 | TJ Gottwaldov | 1. liga | 35            | 2             | 1             | 3             | -             |
| 1972/1973 | TJ Gottwaldov | 2. liga | -             | -             | -             | -             | -             |
| 1973/1974 | TJ Gottwaldov | 2. liga | -             | -             | -             | -             | -             |
| 1974/1975 | TJ Gottwaldov | 1. liga | 39            | 5             | 2             | 7             | -             |
| 1975/1976 | TJ Gottwaldov | 2. liga | -             | -             | -             | -             | -             |
| 1976/1977 | TJ Gottwaldov | 1. liga | 38            | 6             | 8             | 14            | -             |
| 1977/1978 | TJ Gottwaldov | 2. liga | -             | -             | -             | -             | -             |
| 1978/1979 | TJ Gottwaldov | 1. liga | 37            | 5             | 5             | 10            | -             |
| 1979/1980 | TJ Gottwaldov | 2. liga | -             | 3             | -             | -             | -             |
| 1980/1981 | TJ Gottwaldov | 1. liga | 1             | 0             | 0             | 0             | -             |
| 1981/1982 | TŽ Třinec     | 2. liga | -             | -             | -             | -             | -             |